# 森崎愛
森崎 愛（もりさき あい、1982年1月19日 - ）は、千葉県出身の元アイドル。
愛称は「愛にゃん」。

## 来歴
「戦うアイドル」の愛称のもと、キャットファイトやグラビア、イメージビデオ、撮影会など幅広く活動している。キャットファイトでの得意技は四の字固めであるが、技を返されることが多々ある。
2004年10月30日、竹芝CLUB HOLIDAYで行われた『女闘魅せます。PART4』にてラ・マルクリアーダと対戦した。序盤から逆エビ固めを仕掛けられるなど一方的な展開となる。終盤、飛行機投げで反撃を試みるが、更に強烈な飛行機投げ、ボディ・プレスと畳み掛けられる。一部衣服をはだけさせられ、最後はキャメルクラッチでギブアップ負け。
2004年12月31日、新宿クラブハイツで行われた『女子年越しイベント「猫祭り」』にてあやのと対戦。最終ラウンドまで粘ったが、反撃に繰り出したビンタがあやのの怒りに触れ、股開きフォールを決められ敗北。
2005年11月20日、電気通信大学の電下一武道会にていちごみるくと対戦し、大きな反響を呼んだ。ここでも、終盤にビンタを放ったことによりいちごみるくの猛攻にあう。そのまま反撃する為す術なく、股開きフォールで敗れる。
2006年8月6日、新宿FACEで行われた『「真剣 女の陣」ザ☆キラーコンテンツ!』にてメイリ・マロンフィールの渚とタッグを組み井上貴子と対戦。井上に対し全く歯が立たずにいると、ツームストンパイルドライバーを食らう。渚のカットに助けられると、逆に井上を羽交い絞めにすることに成功する。しかし、渚の面打ちが森崎の脳天に誤爆してしまい、さらに井上にボディスラムを決められ、フォール負けを喫した。
2007年1月、芸能人女子フットサルチーム「chakuchaku J.b」に入団。背番号は「8」。
2013年5月、CPE新木場大会にて引退興行を行いキャットファイトから引退した。
2015年4月以降、ブログ・Twitter（現・X）ともに更新がストップしているため現在の消息は不明。

## 出演

### テレビ
- アイドルファイト 女闘美X（2003年）
- おんなぎ（テレビ東京　2000年10月-12月）
- 旅行de買物（2008年 TVK,TOKYO MX）
- マニフィカツアーズ（2008年 全国地方局）
- さまぁ〜ず式（2009年3月、TBS）
- あらびき団（2009年4月8日、TBS）
- ドキドキ!?にゅ〜すキャスター（MONDO21）
- 幼獣マメシバ（ドラマ版）

### イメージDVD
- Kyknos (2003年)
- AURORA (2004年)
- ナースステーション ～看護病棟102号～ (2005年)
- 森崎愛のナイショ (2008年)
- アイドルマッスルイメージ 森崎愛編 (2009年1月23日)
- 愛’s ON YOU (2009年5月31日)
- 触手ウイルス 触手X着エロ 森崎愛(2009年9月17日)

### キャットファイトDVD
- キャットアイドル ～森崎愛vsいちごみるく～ (2005年)
- 女子プロレスアイドルプロジェクト Vol.1 (2008年11月7日)
- 愛の戦闘型小悪魔 森崎愛(2009年4月2日)
- キャットファイトプラス
  - VOL.2(2008年6月6日、ぱっぷる)
  - VOL.4
  - VOL.6(2009年10月22日)
- アイドルキャット
  - パニック1
  - パニック2
- ピンクカフェオレ
  - レッスルビューティースターズⅠ
  - 第1回 シャイニングトーナメント 準決勝第2試合　
  - レッスルビューティースター Licence No.001 古条彩華　ネット通販限定盤
  - 第1回 シャイニングトーナメント 3位決定戦　
  - レッスルセクシースターズⅠ

### 映画DVD
- 幻想忍姫憚 藍(2004年)

### 映画
- 花のあすか組 (2008年)
- 姦C (2007年)

### Vシネマ
- Vシネマ ワンオブナインくノ一(2007年 グラビアヒロインマガジン)

### Web TV
- キャットファイトプラス (TFM+)
- 宇宙一せまい授業!(2007-2008年 あっ!とおどろく放送局)
- 森崎愛の四の字熟語
  - (2008年7月6日-2008年9月28日 あっ!とおどろく放送局)
  - (2009年2月4日- ニコニコ動画 アイパイ★ちゃんねる)

### Web
- 100チアガール（ソフトバンク・ヒューマンキャピタル）
- 日刊 森崎愛（ジグノシステムジャパン）[1]

### 舞台
- 101匹萌えタン（2006年）